# Greta Andersen
Greta Marie Andersen, później Sonnichsen i Veress (ur. 1 maja 1927 w Kopenhadze, zm. 6 lutego 2023 w Solvang) – duńska pływaczka. Dwukrotna medalistka olimpijska z Londynu.

## Kariera
Specjalizowała się w stylu dowolnym. Start w 1948 był jej debiutem na igrzyskach, cztery lata później nie powtórzyła sukcesów z Londynu. Triumfowała na dystansie 100 m kraulem, wspólnie z koleżankami była druga w sztafecie. Stawała na podium mistrzostw Europy, w późniejszych latach specjalizowała się w pływaniu długodystansowym. W 1969 została przyjęta do International Swimming Hall of Fame.